# Giancarlo Cornaggia-Medici
Giancarlo Cornaggia-Medici Peterbelli, född 16 december 1904 i Milano, död 23 november 1970 i Milano, var en italiensk fäktare.
Han blev olympisk guldmedaljör i värja vid sommarspelen 1932 i Los Angeles.